# Montecassiano
Montecassiano est une commune italienne de la province de Macerata dans la région Marches en Italie.
La commune de Montecassiano fait partie des communes à drapeau orange, du circuit des plus beaux villages d’Italie, Commune fleurie. 
La structure urbaine médiévale tardive conserve encore les éléments et les caractéristiques typiques du bourg.

## Géographie physique
Le village surplombe la vallée de la rivière Potenza et se trouve à environ 11 km de la capitale de la province Macerata et à 37 km de la capitale de la région d’Ancône.

## Histoire

### Origines romaines
Des documents des XIIe et XIIIe siècles ainsi que des découvertes antiques témoignent que dans le territoire de Montecassiano, il y avait trois ou quatre établissements d’origine romaine ou romaine tardive, à savoir Castrum Montis Sanctae Mariae, Castrum Montis Urbani, Noncastrum et peut-être Castellare Colline.
Ces pièces proviennent probablement de Helvia Recina, une zone consacrée à l’Otium des magistrats romains qui décident de se retirer des questions politiques.
La pierre romaine la plus ancienne, un autel funéraire datant du Ier siècle apr. J.-C., fut découvert à Montecassiano en 1602, près de Valle Cascia. Cette pièce, comme en témoigne l’inscription qui y est rapportée, constitue un éloge funèbre de la part d’un certain Tusidio Ciro à sa femme Cassia Orestina, liée à la famille des Cassi, présente à Helvia Recina, dont dériverait le toponyme Cassiano, un composé de "monte" et d’une formation prédictive du personnel latin Cassius.

### Époque moderne
Retournée dans les États pontificaux, Montecassiano fut frappée, au cours du XVIIe siècle, par de nombreuses famines ; au début du XVIIIe siècle, elle dut affronter, comme le reste de la région, les graves conséquences économiques causées par le passage des troupes impériales autrichiennes et des troupes napoléoniennes.

## Monuments et lieux d'intérêts

### Porte Cesare Battisti
Anciennement appelée Porta Santa Croce, elle était munie d’un pont-levis. De l’intérieur il montre le parapet adjuvant avec couronnement de dentelles dans lesquelles sont insérées les fentes pour le tir. À l’intérieur de l’arc, en bas, sont encore partiellement visibles les chambres de logement des bombardiers latéraux, cachées après l’enfouissement du fossé qui entourait la porte.

### Collégiale de Santa Maria della Misericordia (XIIesiècle)
Construite par les moines de la Badia di Fiastra, elle a ensuite été transformée sur le projet d’Antonio Lombardo, auteur également du campanile, en prenant les formes gothiques d’aujourd’hui. À l’intérieur se trouve la terre cuite vitrée représentant une Vierge à l’Enfant et Saints de Matthias della Robbia

### Église de San Nicolò (XIIIesiècle)
L’extérieur est caractérisé par la gracieuse abside romane rythmée par quatre pilastres entrecoupés de cinq archets suspendus en pierre. Dans le clocher il y a la plus ancienne cloche des Marches (1382). À l’intérieur déchiré de fresques des siècles XVe et XVIe siècles affleurant du plâtre.

### Palazzo dei Priori (XIIIesiècle)

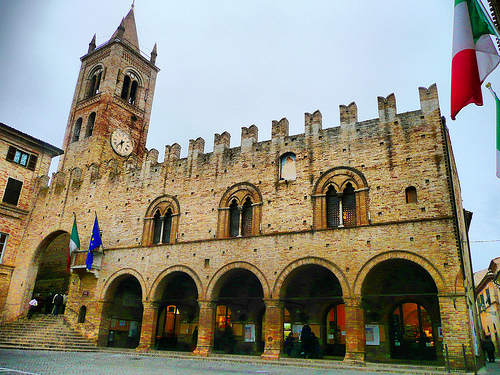
Palais des Priori

Le palais présente une façade reconstruite par Maître Antonio Lombardo, auteur de quelques interventions dans les églises de San Marco et de l’Annunziata. L’aspect actuel de la façade du Palazzo dei Priori est le résultat de l’œuvre de restauration menée depuis 1938 par l’architecte Guido Cirilli avec des interventions de restauration des créneaux et de construction du grand arc de liaison avec le Palazzo Compagnucci.  Le retable de la  Vierge à l’Enfant en trône entre saint André, sainte Hélène et deux anges musiciens, œuvre de Joannes Ispanus, peintre espagnol actif dans l’Italie centre-septentrionale au début du XVIe siècle est conservé à l’intérieur du Palais.

### Église de San Marco (XIVesiècle)

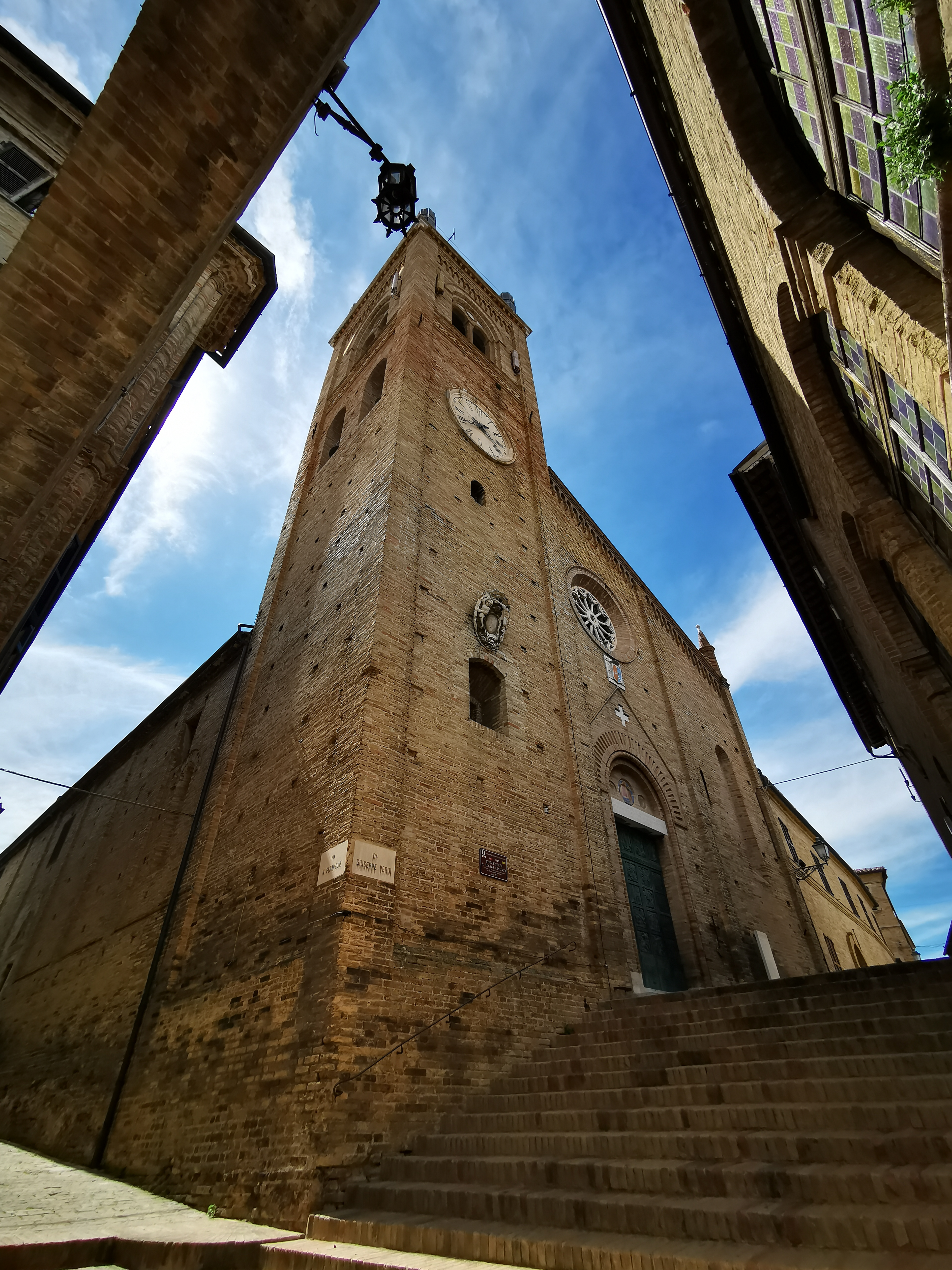
Vue de Montecassiano

Elle montre une simple façade en briques, marquée latéralement par deux pilastres qui soutiennent l’architrave avec une corniche saillante et un clocher semblable et cohérent à celui de la Collégiale, mais dépourvu de cuspide, abattu par la foudre en 1857. L’intérieur de l’église est un bel exemple de Baroque des Marches. Les trois nefs sont ornées de décorations blanches en stuc avec des angelots. Il est maintenant utilisé comme une salle pour des expositions et des conférences.

### Musée de la Confraternité
La collection contient du matériel liturgique et processionnel appartenant aux sept confréries religieuses encore existantes au Montecassiano. Les objets sont exposés dans l’église des Saints Philippe et Jacques et dans un local annexe selon un ordre qui tient compte de la confrérie d’appartenance. Tous les éléments sont attribués aux XVIIIe et XIXe siècles. À l’intérieur de l’église, en forme de simple salle avec couverture à voile et bassin lobé, est conservé une fresque détachée représentant la Madone de San Giacomo, attribuée à Vincenzo Pagani (1540-1550).

### Musée archéologique
Dans le Musée archéologique sont exposées les découvertes archéologiques récupérées à partir du XIXe siècle sur le territoire communal.

## Administration
| Période                                  | Période | Identité | Étiquette | Qualité |
| ---------------------------------------- | ------- | -------- | --------- | ------- |
|                                          |         |          |           |         |
| Les données manquantes sont à compléter. |         |          |           |         |

### Hameaux
Sant'Egidio, Sambucheto, Vallecascia, Vissani

### Communes limitrophes
Appignano, Macerata, Montefano, Recanati